# AMD-Chipsätze

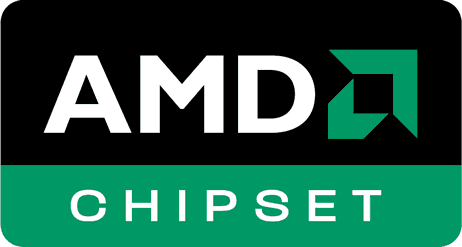
AMD Chipsatz Logo aus den 2000er Jahren.

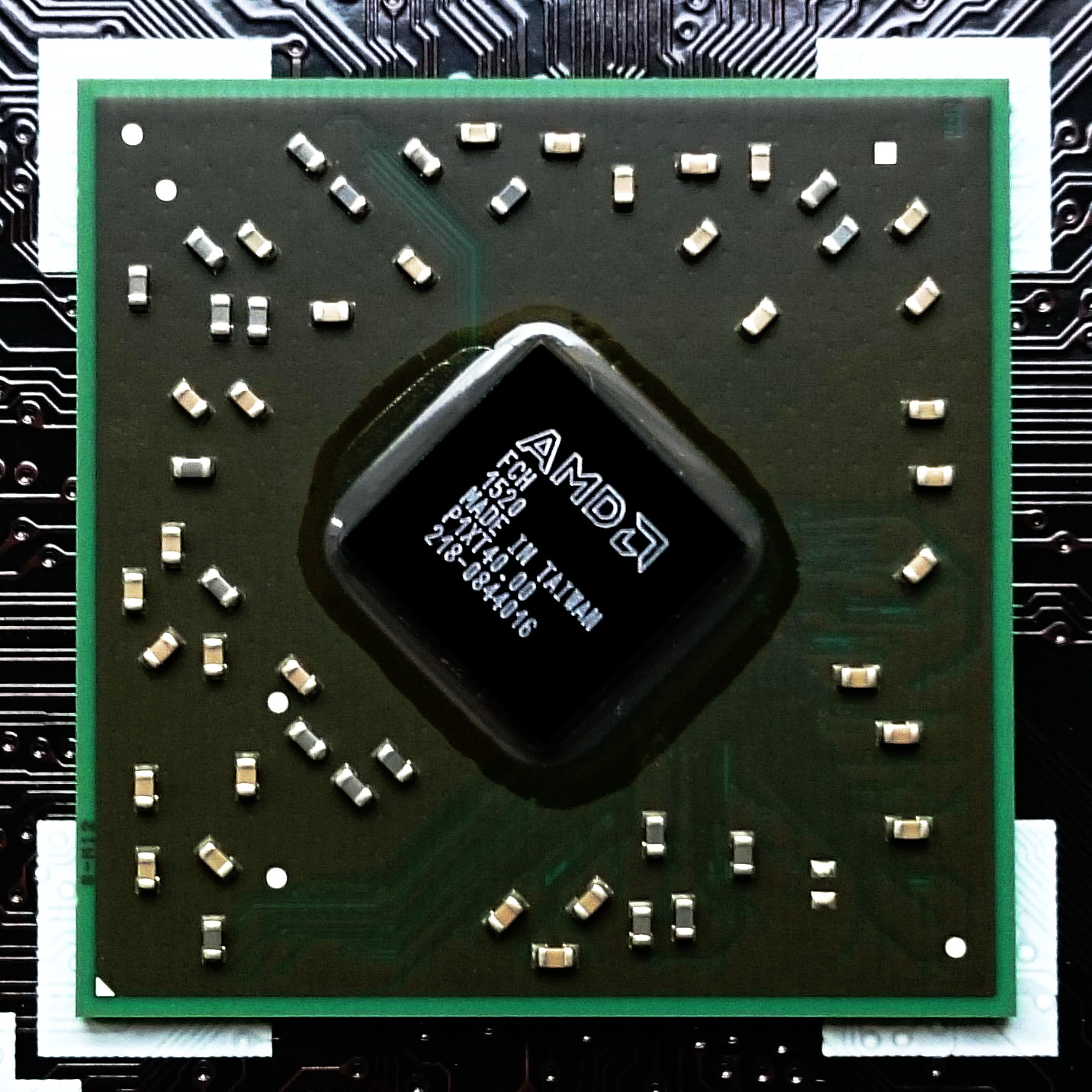
Fusion Controller Hub A88X

Neben Prozessoren bietet AMD vor allem auch Chipsätze für diese Prozessoren an. Ursprünglich sah sich AMD nicht als Anbieter von Chipsätzen, hat aber zu bestimmten Zeitpunkten immer wieder eigene oder eingekaufte Chipsätze angeboten, um Mainboard-Herstellern den Übergang zu einer neuen Prozessorgeneration zu erleichtern und Lücken im Angebot von Chipsatzherstellern wie NVIDIA, VIA, SiS oder ULi zu überbrücken. Nach dem Kauf von ATI Technologies im Jahr 2006 integrierte AMD diese Chipsätze vollständig in das eigene Produktsortiment.

## Geschichte

### K6
Den Anfang machte der AMD-640, der für Sockel-7-CPUs geeignet war und den Verkauf des AMD K6 unterstützen sollte. Dieser Chipsatz war aber nur ein umgelabelter VIA Apollo VP2/97. Der als Southbridge angebotene AMD-645 war eine umgelabelte VT82C586B.
Eigentlich sollte dem AMD-640 noch ein Chipsatz mit 100 MHz FSB und AGP nachfolgen, um das Konzept des Super-Sockel 7 für den AMD K6-2 zu unterstützen (wahrscheinlich wäre es ein VIA Apollo MVP3 gewesen), aber dieser Chipsatz wurde nie auf den Markt gebracht.

### Athlon
Mit dem Beginn der K7-Generation (AMD Athlon) brachte AMD dann den AMD-750 (Codename: Irongate) auf den Markt, der aus der AMD-751 Northbridge und der AMD-756 Southbridge bestand. Allerdings wurde auch sehr häufig die VIA 82C686A als Southbridge eingesetzt, da diese besser ausgestattet war.
Der AMD-750 war sehr wichtig, weil kein weiterer passender Chipsatz für das vom Alpha-Prozessor abgeleitete Busprotokoll EV6 des Athlon zur Verfügung stand. VIA Technologies hatte den KX133 noch nicht fertig und die anderen Hersteller warteten zunächst ab.
Mit dem Wechsel auf DDR-SDRAM und der Einführung des AMD Athlon MP brachte AMD noch die AMD-760 Serie auf den Markt. Diese bestand zum einen aus dem AMD-760 (AMD-761 Northbridge und AMD-766 Southbridge) für den AMD Athlon und AMD Duron sowie zum anderen aus den SMP-tauglichen Chipsätzen AMD-760 MP (AMD-762 Northbridge und AMD-766 Southbridge) und AMD-760 MPX (AMD-762 Northbridge und AMD-768 Southbridge) für den AMD Athlon MP. Allerdings wurde wiederum sehr häufig anstelle der AMD766 Southbridge die VIA 82C686B eingesetzt.

### Athlon 64
Auch bei der Markteinführung des AMD Athlon 64 und des AMD Opteron hatte AMD mit der AMD-8000 Serie wieder entsprechende Chipsätze parat, die den neuerlichen Plattformwechsel erleichtern sollten. Diesmal waren die Chipsatzhersteller deutlich schneller und so wurde die AMD-8000 Serie überwiegend auf Server- und Workstation-Mainboards verbaut.
Bei der AMD-8000 Serie setzte AMD vollständig auf HyperTransport als Chipsatz-Verbindung und man kann daher auch nicht mehr wirklich von North- oder Southbridge sprechen, da die einzelnen Chipsatz-Elemente lediglich HyperTransport-Brückenchips (Tunnel) waren, die je nach Anforderung kombiniert werden konnten. Es gab folgende Chipsatz-Elemente: AMD-8151 (HyperTransport AGP 3.0 Tunnel), AMD-8132 (HyperTransport PCI-X 2.0 Tunnel), AMD-8131 (HyperTransport PCI-X 1.0 Tunnel) und AMD-8111 (HyperTransport I/O Hub). AMD-8151, AMD-8132 und AMD-8131 sind noch am ehesten mit der klassischen Northbridge vergleichbar, während AMD-8111 weitestgehend einer klassischen Southbridge entsprach.
Danach wurde es zeitweise still um AMD-Chipsätze. Durch den Kauf von ATI Technologies im Jahr 2006 bekam AMD wieder ein komplettes Produkt-Programm für Chipsätze, einschließlich IGPs, in die Hand. ATI wurde vollständig in AMD integriert.
Produkte für die eigene Plattform wurden teilweise umbenannt; Produkte für Intel-Plattformen wurden weiterhin unter dem Markennamen ATI vermarktet.
Die ersten Chipsätze mit dem Namen AMD waren der AMD 580X CrossFire (ehemals ATI CrossFire Xpress 3200) und der AMD 480X CrossFire (ehemals ATI CrossFire Xpress 1600) die über PCI-Express verfügen und die Multi-GPU-Technik ATI Crossfire unterstützen. Als Southbridge kam die nicht umbenannte ATI SB600 zum Einsatz.

### K10
Beginnend mit den Prozessoren der K10-Generation (z. B. AMD Opteron (K10), AMD Athlon X2, AMD Phenom) begann AMD, gesamte Serien an Chipsätzen vorzustellen. Die erste war die zur K8-Technologie abwärtskompatible AMD-7er-Chipsatz-Serie. Sie wurde im November 2007 vorgestellt.
Im März 2010 wurde mit dem 890GX das erste Modell der neuen AMD-800-Serie vorgestellt.
Am 1. Juni 2011 wurde mit dem 990FX das erste Modell der neuen AMD-900-Serie vorgestellt. Die 900 Serie ist voll kompatibel zu den AMD FX Prozessoren.

## Modellübersicht Northbridges
Mit Einführung der AMD Fusion Generation im Jahr 2011 wurde die Northbridge direkt auf dem Die integriert. Daher werden seitdem keine externen Chipsätze entwickelt.

### PCI-Express-Chipsätze
Folgende AMD-Chipsätze benutzen den PCI-Express-Protokoll (PCIe) zur Signalübertragung von Peripheriegeräten mit dem Chipsatz und HyperTransport (HT) zur Verbindung des CPUs mit dem Northbridge.
Hinweis: Für Informationen über ältere Chipsätze bzw. nicht umbenannte Chipsätze von ATI Technologies siehe ATI Technologies!
| Code- name | Modell        | Erscheinungs- datum | unterstützte Prozessoren          | Fertigungs- prozess (nm) | HT-Frequenz (MHz) | CrossFire-Unterstützung             | PCIe-Lanes  | Funktionen                                                               | Southbridge                            | NB-SB-Schnittstelle  | Sonstiges                                         |
| ---------- | ------------- | ------------------- | --------------------------------- | ------------------------ | ----------------- | ----------------------------------- | ----------- | ------------------------------------------------------------------------ | -------------------------------------- | -------------------- | ------------------------------------------------- |
| RD480      | AMD 480X      | Oktober 2006        | Athlon 64, Sempron                | 130                      | 1000 HT 2.0       | x8 + x8                             | PCIe 1.0a   | ?                                                                        | SB600, ULi-M1575, ATI SB450, ATI SB460 | A-Link Express II    | Früher CrossFire Xpress 1600                      |
| RD570      | AMD 570X/550X | Juni 2007           | Phenom, Athlon 64, Sempron        | 110                      | 1000 HT 2.0       | x16 + x8                            | PCIe 1.0a   | ?                                                                        | SB600                                  | A-Link Express II    | Früher CrossFire Xpress 3100                      |
| RD580      | AMD 580X      | Oktober 2006        | Phenom, Athlon 64, Sempron        | 110                      | 1000 HT 2.0       | x16 + x16                           | PCIe 1.0a   | ?                                                                        | SB600                                  | A-Link Express II    | Früher CrossFire Xpress 3200                      |
|            |               |                     |                                   |                          |                   |                                     |             |                                                                          |                                        |                      |                                                   |
| RS690C     | AMD 690V      | Februar 2007        | Athlon 64, Sempron                | 80                       | 1000 HT 2.0       | Nein                                | 24 PCIe 1.1 | DirectX 9.0c IGP, AVIVO, VGA                                             | SB600                                  | A-Link Express II    | ?                                                 |
| RS690      | AMD 690G      | Februar 2007        | Phenom, Athlon 64, Sempron        | 80                       | 1000 HT 2.0       | Nein                                | 24 PCIe 1.1 | DirectX 9.0c IGP, AVIVO, HDMI mit HDCP, DVI, VGA                         | SB600                                  | A-Link Express II    | ?                                                 |
| RS690MC    | AMD M690V     | Februar 2007        | Turion 64 X2, Athlon 64 X2 mobile | 80                       | 800 HT 2.0        | Nein                                | 16 PCIe 1.1 | DirectX 9.0c IGP, AVIVO, VGA                                             | SB600                                  | A-Link Express II    | Mobile Chipsatz Powerplay 7.0                     |
| RS690M     | AMD M690      | Februar 2007        | Turion 64 X2, Athlon 64 X2 mobile | 80                       | 800 HT 2.0        | Nein                                | ?           | ?                                                                        | SB600                                  | A-Link Express II    | Mobile Chipsatz Powerplay 7.0                     |
| RS690T     | AMD M690E     | Februar 2007        | Athlon Neo, Mobile Sempron        | 80                       | 800 HT 2.0        | Nein                                | 16 PCIe 1.1 | ?                                                                        | SB600                                  | A-Link Express II    | Mobile Chipsatz Powerplay 7.0                     |
| RS690T     | AMD M690T     | Februar 2007        | Turion 64 X2, Athlon 64 X2 mobile | 80                       | 800 HT 2.0        | Nein                                | 24 PCIe 1.1 | DirectX 9.0c IGP, AVIVO, HDMI mit HDCP, DVI, VGA                         | SB600                                  | A-Link Express II    | Mobile Chipsatz Powerplay 7.0                     |
|            |               |                     |                                   |                          |                   |                                     |             |                                                                          |                                        |                      |                                                   |
| RD790      | AMD 790FX     | November 2007       | Athlon 64, Phenom, Sempron        | 65                       | 2600 HT 3.0       | x16 + x16 oder quad x8              | 42 PCIe 2.0 | ?                                                                        | SB600, SB750                           | A-Link Express II    | [ 2 ]                                             |
| RD780      | AMD 790X      | November 2007       | Athlon 64, Phenom, Sempron        | 65                       | 2600 HT 3.0       | x8 + x8                             | 26 PCIe 2.0 | ?                                                                        | SB600, SB700, SB750                    | A-Link Express II    | ?                                                 |
| RX780      | AMD 770       | November 2007       | Athlon 64, Phenom, Sempron        | 65                       | 2600 HT 3.0       | nein                                | 26 PCIe 2.0 | ?                                                                        | SB600, SB700, SB710, SB750             | A-Link Express II    | ?                                                 |
| RS780      | AMD 780G      | März 2008           | Athlon 64, Phenom, Sempron        | 55                       | 2600 HT 3.0       | Ja                                  | 26 PCIe 2.0 | DirectX 10.0 IGP, AVIVO, HDMI mit HDCP, DisplayPort mit DPCP, DVI, VGA   | SB700, SB750                           | A-Link Express II    | ?                                                 |
| RS740      | AMD 740G      | März 2008           | Athlon 64, Phenom, Sempron        | 55                       | 1000 HT 2.0       | Nein                                | 26 PCIe 1.1 | DirectX 9 IGP, AVIVO, HDMI mit HDCP, DVI, VGA                            | SB600, SB700, SB750                    | A-Link Express II    | ?                                                 |
| RS780M     | AMD M780G     | Juni 2008           | Turion X2, Turion Ultra           | 55                       | 2600 HT 3.0       | Ja, PowerXpress AXIOM/MXM Module(s) | 26 PCIe 2.0 | DirectX 10.0 IGP, AVIVO, HDMI mit HDCP, DisplayPort mit DPCP, DVI, VGA   | SB700                                  | A-Link Express II    | Mobile Chipsatz, Puma Platform PowerXpress        |
| RS780D     | AMD 790GX     | August 2008         | Athlon 64, Phenom, Sempron        | 55                       | 2600 HT 3.0       | x8 + x8                             | 26 PCIe 2.0 | DirectX 10.0 IGP, AVIVO, HDMI mit HDCP, DisplayPort mit DPCP, DVI, VGA   | SB750                                  | A-Link Express II    | ?                                                 |
| RS780L     | AMD 760G      | Januar 2009         | Athlon 64, Phenom, Sempron        | 55                       | 2600 HT 3.0       | Nein                                | 26 PCIe 2.0 | DirectX 10.0 IGP, AVIVO, DVI, VGA, (HDMI mit HDCP, DisplayPort mit DPCP) | SB710                                  | A-Link Express II    | ?                                                 |
|            |               |                     |                                   |                          |                   |                                     |             |                                                                          |                                        |                      |                                                   |
| RS880      | AMD 785G      | August 2009         | Athlon 64, Phenom, Sempron        | 55                       | 2600 HT 3.0       | x8 + x8                             | 26 PCIe 2.0 | DirectX 10.1, AVIVO (UVD 2.0), DisplayPort, HDMI, DVI, VGA               | SB710, SB750                           | A-Link Express II    | 11 W Stromverbrauch, (500 MHz) (3 W in PowerPlay) |
| RD870      | AMD 870       | 27. April 2010      | Athlon 64, Phenom, Sempron        | 65                       | 2600 HT 3.0       | x8 + x8                             | 26 PCIe 2.0 | ?                                                                        | SB850                                  | A-Link Express III   | 12,5 W TDP                                        |
| RS880D     | AMD 880G      | 27. April 2010      | Athlon 64, Phenom, Sempron        | 55                       | 2600 HT 3.0       | x8 + x8                             | 26 PCIe 2.0 | DirectX 10.1, AVIVO (UVD 2.0), DisplayPort, HDMI, DVI, VGA               | SB710, SB850                           | A-Link Express III   | 18 W TDP (560 MHz)                                |
| RS880P     | AMD 890GX     | 2. März 2010        | Athlon 64, Phenom, Sempron        | 55                       | 2600 HT 3.0       | x8 + x8                             | 26 PCIe 2.0 | DirectX 10.1, AVIVO (UVD 2.0), DisplayPort, HDMI, DVI, VGA               | SB850                                  | A-Link Express III   | 25 W TDP (700 MHz)                                |
| RD890      | AMD 890FX     | 27. April 2010      | Athlon 64, Phenom, Sempron        | 65                       | 2600 HT 3.0       | x16 + x16 oder quad x8              | 42 PCIe 2.0 | IOMMU 1.2                                                                | SB850                                  | A-Link Express III   | 19,6 W TDP                                        |
|            |               |                     |                                   |                          |                   |                                     |             |                                                                          |                                        |                      |                                                   |
| RX980      | AMD 970       | 1. Juni 2011        | Athlon 64, Phenom, Sempron        | 65                       | 2400 HT 3.0       | x16                                 | 22 PCIe 2.0 | IOMMU 1.2                                                                | SB950 / SB920                          | ATI Crossfire X      | 13,6 W TDP                                        |
| RD980      | AMD 990X      | 1. Juni 2011        | Athlon 64, Phenom, Sempron        | 65                       | 2600 HT 3.0       | x16 oder x8+x8                      | 22 PCIe 2.0 | IOMMU 1.2                                                                | SB950                                  | ATI Crossfire X, SLI | 14 W TDP                                          |
| RD990      | AMD 990FX     | 1. Juni 2011        | Athlon 64, Phenom, Sempron        | 65                       | 2600 HT 3.0       | x16 + x16 oder quad x8              | 42 PCIe 2.0 | IOMMU 1.2                                                                | SB950                                  | ATI Crossfire X, SLI | 19,6 W TDP                                        |

1. ↑  CrossFire wird laut AMD vom Chipsatz nicht unterstützt. Es gibt jedoch einige Mainboards mit x16+x4 oder x8+x8 CrossFire Lanes.
2. ↑  Der 760G unterstützt sowohl DisplayPort- als auch HDMI-Signale zur Video-Ausgabe, jedoch ist die Implementierung vom jeweiligen Mainboard abhängig.

### PCI-Chipsätze
Folgende AMD-Chipsätze benutzen den PCI-Bus zur Signalübertragung von Peripheriegeräten mit dem Chipsatz und den Front Side Bus (FSB) zur Verbindung des CPUs mit dem Northbridge.
| Codename | Modell          | Erscheinungsdatum | Unterstützte Prozessoren                                     | Fertigungsprozess (nm) | FSB-Frequenz (MHz) | Funktionen                 | Southbridge            | NB-SB-Schnittstelle | Sonstiges                            |
| -------- | --------------- | ----------------- | ------------------------------------------------------------ | ---------------------- | ------------------ | -------------------------- | ---------------------- | ------------------- | ------------------------------------ |
| AMD-640  | AMD-640         | 1997              | K6, K6-2, K6-3, K6-2+ (Super-Sockel 7) Cyrix 6x86, Cyrix MII | ?                      | 66                 | ?                          | AMD-645                | ?                   | Unter Lizenz von VIA (Apollo VP2/97) |
| AMD-751  | AMD-750         | 1999              | Athlon, Duron (Slot A, Sockel A), Alpha 21264                | ?                      | 100                | AGP 2x                     | AMD-756, VIA-VT82C686A | ?                   | [ 3 ]                                |
| AMD-761  | AMD-760         | November 2000     | Athlon, Athlon XP, Duron (Sockel A), Alpha 21264             | ?                      | 133                | AGP 4x                     | AMD-766, VIA-VT82C686B | ?                   | DDR-SDRAM                            |
| AMD-762  | AMD-760MP       | Mai 2001          | Athlon MP                                                    | ?                      | 133                | AGP 4x                     | AMD-766                | ?                   | ?                                    |
| AMD-762  | AMD-760MPX      | Mai 2001          | Athlon MP                                                    | ?                      | 133                | AGP 4x, Physikalischer-ZZG | AMD-768                | ?                   | [ 4 ]                                |
| AMD-8111 | AMD-8000 series | April 2004        | Opteron                                                      | ?                      | 800 (PCI-X)        | Physikalischer-ZZG         | AMD-8131, AMD-8132     | ?                   | ?                                    |

## Modellübersicht Southbridges
| Modell    | Fertigungsprozess (nm) | PATA-Anschlüsse | SATA-Anschlüsse | Unterstützte RAID-Modi | USB-Anbindungen                 | PCI-Anschlüsse | Ethernet    | Audio | Sonstiges |
| --------- | ---------------------- | --------------- | --------------- | ---------------------- | ------------------------------- | -------------- | ----------- | ----- | --- |
| AMD-645   | ?                      | 4x ATA-33       | –               | –                      | –                               | ?              | –           | –     | – |
| AMD-756   | ?                      | 4x ATA-66       | –               | –                      | 4x USB 1.1                      | ?              | –           | –     | – |
| AMD-766   | ?                      | 4x ATA-100      | –               | –                      | 4x USB 1.1                      | ?              | –           | –     | – |
| AMD-768   | ?                      | 4x ATA-100      | –               | –                      | 4x USB 1.1                      | 8              | –           | AC97  | – |
| AMD-8111  | ?                      | 4x ATA-133      | –               | –                      | 6x USB 2.0                      | 8              | 1x 100 MBit | AC97  | – |
| AMD SB400 | ?                      | 2x ATA-133      | 4x SATA 1.5Gb/s | 0, 1                   | 8x USB 2.0                      | 7              | –           | AC97  | – |
| AMD SB600 | 130                    | 1x ATA-133      | 4x SATA 3Gb/s   | 0, 1, 10               | 10x (USB 2.0 und USB 1.1 fähig) | 6              | –           | HDA   | – |
| AMD SB700 | 130                    | 1x ATA-133      | 6x SATA 3Gb/s   | 0, 1, 10               | 12x USB 2.0, 2 USB 1.1          | 6              | –           | HDA   | HyperFlash, eSATA, DASH 1.0                                                                                    |
| AMD SB710 | 130                    | 1x ATA-133      | 6x SATA 3Gb/s   | 0, 1, 10               | 12x USB 2.0, 2 USB 1.1          | 6              | –           | HDA   | Advanced Clock Calibration (ACC), Super I/O, sonst wie SB700                                                   |
| AMD SB750 | 130                    | 1x ATA-133      | 6x SATA 3Gb/s   | 0, 1, 5, 10            | 12x USB 2.0, 2 USB 1.1          | 6              | –           | HDA   | eSATA |
| AMD SB820 | 65                     | –               | 6x SATA 3Gb/s   | 0, 1, 10               | 14x USB 2.0, 2 USB 1.1          | –              | 1x 1GBit    | HDA   | – |
| AMD SB850 | 65                     | –               | 6x SATA 6Gb/s   | 0, 1, 5, 10            | 14x USB 2.0, 2 USB 1.1          | 4              | 1x 1GBit    | HDA   | 4W TDP, eSATA                                                                                                  |
| AMD SB920 | 65                     | –               | 6x SATA 6Gb/s   | 0, 1, 10               | 14x USB 2.0, 2 USB 1.1          | –              | 1x 1GBit    | HDA   | – |
| AMD SB950 | 65                     | –               | 6x SATA 6Gb/s   | 0, 1, 5, 10            | 14x USB 2.0, 2 USB 1.1          | –              | 1x 1GBit    | HDA   | – |
| A55       | 65                     | –               | 6x SATA 6Gb/s   | 0, 1, 10               | 14x USB 2.0                     | –              | 1x 1GBit    | HDA   | FM2-Plattform, Einstiegsklasse                                                                                 |
| A75       | 65                     | –               | 6x SATA 6Gb/s   | 0, 1, 10               | 4x USB 3.0 + 10x USB 2.0        | –              | 1x 1GBit    | HDA   | FM2-Plattform, Medienklasse                                                                                    |
| A85X      | 65                     | –               | 8x SATA 6Gb/s   | 0, 1, 5, 10            | 4x USB 3.0 + 10x USB 2.0        | -              | 1x 1GBit    | HDA   | FM2-Plattform, Performance-Klasse, AMD CrossFire™ Technologie-fähig                                            |
| A58       | 65                     | –               | 6x SATA 6Gb/s   | 0, 1, 10               | 14x USB 2.0                     | -              | 1x 1GBit    | HDA   | FM2+-Plattform, Einstiegsklasse                                                                                |
| A78       | 65                     | –               | 6x SATA 6Gb/s   | 0, 1, 10               | 4x USB 3.0 + 10x USB 2.0        | -              | 1x 1GBit    | HDA   | FM2+-Plattform, Medienklasse                                                                                   |
| A88X      | 65                     | –               | 8x SATA 6Gb/s   | 0, 1, 5, 10            | 4x USB 3.0 + 10x USB 2.0        | -              | 1x 1GBit    | HDA   | FM2+-Plattform, Performance-Klasse, AMD CrossFire™ Technologie-fähig, konfigurierbare Leistungsaufnahme (cTDP) |

## AM4 Chipsatz
|                                 |                                 | A320         | B350         | X370         | B450         | X470         | A520         | B550         | X570      |
| ------------------------------- | ------------------------------- | ------------ | ------------ | ------------ | ------------ | ------------ | ------------ | ------------ | --------- |
| Architektur                     | Architektur                     | Promontory   | Promontory   | Promontory   | Promontory   | Promontory   | Promontory   | Promontory   | Bixby     |
| CPU-Unterstützung               | Zen 3                           | Variiert (a) | Variiert (a) | Variiert (a) | Variiert (b) | Variiert (b) | Variiert (b) | Variiert (b) | Ja        |
| CPU-Unterstützung               | Zen 2                           | Variiert (a) | Variiert (a) | Variiert (a) | Ja           | Ja           | Ja           | Ja           | Ja        |
| CPU-Unterstützung               | Zen+                            | Ja           | Ja           | Ja           | Ja           | Ja           | Ja           | Ja           | Ja        |
| CPU-Unterstützung               | Zen                             | Ja           | Ja           | Ja           | Ja           | Ja           | Variiert     | Variiert     | Ja        |
| Übertaktung                     | Übertaktung                     | Nein         | Ja           | Ja           | Ja           | Ja           | Nein         | Ja           | Ja        |
| PCIe- Unterstützung (maximal)   | CPU                             | 3.0 ×4       | 3.0 ×4       | 3.0 ×4       | 3.0 ×4       | 3.0 ×4       | 3.0 ×4       | 3.0 ×4       | 4.0 ×4    |
| PCIe- Unterstützung (maximal)   | 4.0                             | 0            | 0            | 0            | 0            | 0            | 0            | 0            | ×16       |
| PCIe- Unterstützung (maximal)   | 3.0                             | 0            | 0            | 0            | 0            | 0            | ×6           | ×10          | 0         |
| PCIe- Unterstützung (maximal)   | 2.0                             | ×4           | ×6           | ×8           | ×6           | ×8           | 0            | 0            | 0         |
| Multi-GPU                       | CrossFire                       | Nein         | Ja           | Ja           | Ja           | Ja           | Nein         | Ja           | Ja        |
| Multi-GPU                       | SLI                             | Nein         | Nein         | Ja           | Nein         | Ja           | Nein         | Variiert     | Ja        |
| USB 2.0-Anschlüsse (480 Mbit/s) | USB 2.0-Anschlüsse (480 Mbit/s) | 6            | 6            | 6            | 6            | 6            | 6            | 6            | 4         |
| USB 3.2- Anschlüsse (maximal)   | Gen 1 (5 Gbit/s)                | 2            | 2            | 6            | 2            | 6            | 2            | 2            | 0         |
| USB 3.2- Anschlüsse (maximal)   | Gen 2 (10 Gbit/s)               | 1            | 2            | 2            | 2            | 2            | 1            | 2            | 8         |
| Speicher- eigenschaften         | SATA-Anschlüsse                 | 4            | 4            | 8            | 4            | 8            | 4            | 6            | 12        |
| Speicher- eigenschaften         | RAID                            | 0, 1, 10     | 0, 1, 10     | 0, 1, 10     | 0, 1, 10     | 0, 1, 10     | 0, 1, 10     | 0, 1, 10     | 0, 1, 10  |
| Speicher- eigenschaften         | AMD StoreMI                     | Nein         | Nein         | Nein         | Ja           | Ja           | Ja           | Ja           | Ja        |
| TDP                             | TDP                             | 5 W          | 5 W          | 5 W          | 5 W          | 5 W          | 5 W          | 5 W          | 15 W      |
| Markteinführung                 | Markteinführung                 | Februar 2017 | Februar 2017 | Februar 2017 | März 2018    | März 2018    | August 2020  | Juni 2020    | Juli 2019 |

## TR4 Chipsatz
Unterstützt sowohl AMD Ryzen Threadripper-Prozessoren der 1. als auch der 2. Generation.
|                                 |                                 | X399     |
| ------------------------------- | ------------------------------- | -------- |
| CPU-Unterstützung               | Zen+                            | Ja       |
| CPU-Unterstützung               | Zen                             | Ja       |
| Übertaktung                     |                                 | Ja       |
| PCIe- Unterstützung (maximal)   | CPU                             | ×4       |
| PCIe- Unterstützung (maximal)   | 2.0                             | ×8       |
| Multi-GPU                       | CrossFire                       | Ja       |
| Multi-GPU                       | SLI                             | Ja       |
| USB 2.0-Anschlüsse (480 Mbit/s) | USB 2.0-Anschlüsse (480 Mbit/s) | 6        |
| USB 3.1- Anschlüsse (maximal)   | Gen 1 (5 Gbit/s)                | 14       |
| USB 3.1- Anschlüsse (maximal)   | Gen 2 (10 Gbit/s)               | 2        |
| Speicher- eigenschaften         | SATA-Anschlüsse                 | 4        |
| Speicher- eigenschaften         | RAID                            | 0, 1, 10 |
| TDP                             | TDP                             | 5 W      |

## sTRX4 Chipsatz
Unterstützt AMD Ryzen Threadripper-Prozessoren (3960X bis 3990X) der 3. Generation.
|                                 |                                 | TRX40    |
| ------------------------------- | ------------------------------- | -------- |
| CPU-Unterstützung               | Zen 2                           | Ja       |
| Übertaktung                     |                                 | Ja       |
| PCIe- Unterstützung (maximal)   | CPU                             | ×8       |
| PCIe- Unterstützung (maximal)   | 4.0                             | ×8       |
| Multi-GPU                       | CrossFire                       | Ja       |
| Multi-GPU                       | SLI                             | Ja       |
| USB 2.0-Anschlüsse (480 Mbit/s) | USB 2.0-Anschlüsse (480 Mbit/s) | 4        |
| USB 3.1- Anschlüsse (maximal)   | Gen 2 (10 Gbit/s)               | 8        |
| Speicher- eigenschaften         | SATA-Anschlüsse                 | 4        |
| Speicher- eigenschaften         | RAID                            | 0, 1, 10 |
| TDP                             | TDP                             | 15 W     |

## sWRX8 Chipsatz
Unterstützt AMD Ryzen Threadripper Pro-Prozessoren der 3. (3900WX) und 4. Generation (5900WX).
|                                 |                                 | WRX80    |
| ------------------------------- | ------------------------------- | -------- |
| CPU-Unterstützung               | Zen 3                           | Ja       |
| CPU-Unterstützung               | Zen 2                           | Ja       |
| Übertaktung                     |                                 | Ja       |
| PCIe- Unterstützung (maximal)   | CPU                             | ×8       |
| PCIe- Unterstützung (maximal)   | 4.0                             | ×16      |
| Multi-GPU                       | CrossFire                       | Ja       |
| Multi-GPU                       | SLI                             | Ja       |
| USB 2.0-Anschlüsse (480 Mbit/s) | USB 2.0-Anschlüsse (480 Mbit/s) | 4        |
| USB 3.1- Anschlüsse (maximal)   | Gen 2 (10 Gbit/s)               | 8        |
| Speicher- eigenschaften         | SATA-Anschlüsse                 | 4        |
| Speicher- eigenschaften         | RAID                            | 0, 1, 10 |
| TDP                             | TDP                             | 15 W     |

## AM5 Chipsatz
| Chipsatz                        | Chipsatz                        | Chipsatz                        | A620                                                            | B650                                                            | B650E                                                           | X670                                                            | X670E                                                           | B840                                                            | B850                                                            | X870                                                            | X870E                                                           |
| ------------------------------- | ------------------------------- | ------------------------------- | --------------------------------------------------------------- | --------------------------------------------------------------- | --------------------------------------------------------------- | --------------------------------------------------------------- | --------------------------------------------------------------- | --------------------------------------------------------------- | --------------------------------------------------------------- | --------------------------------------------------------------- | --------------------------------------------------------------- |
| Architektur (PCH)               | Architektur (PCH)               | Architektur (PCH)               | Promontory 19 ×1                                                | Promontory 21 ×1                                                | Promontory 21 ×1                                                | Promontory 21 ×2                                                | Promontory 21 ×2                                                | Promontory 19 ×1                                                | Promontory 21 ×1                                                | Promontory 21 ×1                                                | Promontory 21 ×2                                                |
| CPU-Unterstützung               | CPU-Unterstützung               | CPU-Unterstützung               | Zen 4 (Ryzen 7000, 8000/G, selten Epyc 4004) Zen 5 (Ryzen 9000) | Zen 4 (Ryzen 7000, 8000/G, selten Epyc 4004) Zen 5 (Ryzen 9000) | Zen 4 (Ryzen 7000, 8000/G, selten Epyc 4004) Zen 5 (Ryzen 9000) | Zen 4 (Ryzen 7000, 8000/G, selten Epyc 4004) Zen 5 (Ryzen 9000) | Zen 4 (Ryzen 7000, 8000/G, selten Epyc 4004) Zen 5 (Ryzen 9000) | Zen 4 (Ryzen 7000, 8000/G, selten Epyc 4004) Zen 5 (Ryzen 9000) | Zen 4 (Ryzen 7000, 8000/G, selten Epyc 4004) Zen 5 (Ryzen 9000) | Zen 4 (Ryzen 7000, 8000/G, selten Epyc 4004) Zen 5 (Ryzen 9000) | Zen 4 (Ryzen 7000, 8000/G, selten Epyc 4004) Zen 5 (Ryzen 9000) |
| Übertaktung                     | Übertaktung                     | CPU                             | Nein                                                            | Ja                                                              | Ja                                                              | Ja                                                              | Ja                                                              | Nein                                                            | Ja                                                              | Ja                                                              | Ja                                                              |
| Übertaktung                     | Übertaktung                     | RAM                             | Ja                                                              | Ja                                                              | Ja                                                              | Ja                                                              | Ja                                                              | Ja                                                              | Ja                                                              | Ja                                                              | Ja                                                              |
| PCIe- Unterstützung (maximal)   | PCIe- Unterstützung (maximal)   | CPU-PCH Anbindung               | 4.0 ×4                                                          | 4.0 ×4                                                          | 4.0 ×4                                                          | 4.0 ×4                                                          | 4.0 ×4                                                          | 4.0 ×4                                                          | 4.0 ×4                                                          | 4.0 ×4                                                          | 4.0 ×4                                                          |
| PCIe- Unterstützung (maximal)   | PCIe- Unterstützung (maximal)   | CPU- Konfiguration              | 1×16 (4.0)                                                      | 1×16 oder 2×8 (4.0)                                             | 1×16 oder 2×8 (5.0)                                             | 1×16 oder 2×8 (4.0)                                             | 1×16 oder 2×8 (5.0)                                             | 1×16 (4.0)                                                      | 1×16 oder 2×8 (5.0)                                             | 1×16 oder 2×8 (5.0)                                             | 1×16 oder 2×8 (5.0)                                             |
| PCIe- Unterstützung (maximal)   | PCIe- Unterstützung (maximal)   | 5.0 (CPU)                       | 0                                                               | 4                                                               | 24                                                              | 4                                                               | 24                                                              | 0                                                               | 4                                                               | 24                                                              | 24                                                              |
| PCIe- Unterstützung (maximal)   | PCIe- Unterstützung (maximal)   | 4.0 (CPU)                       | 24                                                              | 20                                                              | 0                                                               | 20                                                              | 0                                                               | 24                                                              | 20                                                              | 0                                                               | 0                                                               |
| PCIe- Unterstützung (maximal)   | PCIe- Unterstützung (maximal)   | 4.0 (PCH)                       | 0                                                               | 8                                                               | 8                                                               | 12                                                              | 12                                                              | 0                                                               | 8                                                               | 8                                                               | 12                                                              |
| PCIe- Unterstützung (maximal)   | PCIe- Unterstützung (maximal)   | 3.0 (PCH)                       | 8                                                               | 4                                                               | 4                                                               | 8                                                               | 8                                                               | 8                                                               | 4                                                               | 4                                                               | 8                                                               |
| Multi-GPU                       | CrossFire                       | CrossFire                       | Nein                                                            | Ja                                                              | Ja                                                              | Ja                                                              | Ja                                                              | Ja                                                              | Ja                                                              | Ja                                                              | Ja                                                              |
| Multi-GPU                       | SLI                             | SLI                             | Nein                                                            | Nein                                                            | Nein                                                            | Nein                                                            | Nein                                                            | Nein                                                            | Nein                                                            | Nein                                                            | Nein                                                            |
| USB 2.0-Anschlüsse (480 Mbit/s) | USB 2.0-Anschlüsse (480 Mbit/s) | USB 2.0-Anschlüsse (480 Mbit/s) | 6                                                               | 6                                                               | 6                                                               | 12                                                              | 12                                                              | 6                                                               | 6                                                               | 6                                                               | 12                                                              |
| USB 3.2- Anschlüsse (maximal)   | Gen 1 (5 Gbit/s)                | Gen 1 (5 Gbit/s)                | 2                                                               | 1                                                               | 1                                                               | 2                                                               | 2                                                               | 2                                                               | 1                                                               | 1                                                               | 2                                                               |
| USB 3.2- Anschlüsse (maximal)   | Gen 2                           | x1 (10 Gbit/s)                  | 2                                                               | 6                                                               | 6                                                               | 12                                                              | 12                                                              | 2                                                               | 6                                                               | 6                                                               | 12                                                              |
| USB 3.2- Anschlüsse (maximal)   | Gen 2                           | x2 (20 Gbit/s)                  | 0                                                               | 1                                                               | 1                                                               | 2                                                               | 2                                                               | 0                                                               | 1                                                               | 1                                                               | 2                                                               |
| USB 4 Gen 3x2 (40 Gbit/s)       | USB 4 Gen 3x2 (40 Gbit/s)       | USB 4 Gen 3x2 (40 Gbit/s)       | Nein                                                            | optional                                                        | optional                                                        | optional                                                        | optional                                                        | optional                                                        | optional                                                        | 2                                                               | 2                                                               |
| Speicher- eigenschaften         | SATA-Anschlüsse (6 Gbit/s)      | SATA-Anschlüsse (6 Gbit/s)      | 4                                                               | 4                                                               | 4                                                               | 8                                                               | 8                                                               | 4                                                               | 4                                                               | 4                                                               | 8                                                               |
| Speicher- eigenschaften         | RAID                            | RAID                            | 0, 1, 10                                                        | 0, 1, 10                                                        | 0, 1, 10                                                        | 0, 1, 10                                                        | 0, 1, 10                                                        | 0, 1, 10                                                        | 0, 1, 10                                                        | 0, 1, 10                                                        | 0, 1, 10                                                        |
| WLAN + Bluetooth                | WLAN + Bluetooth                | WLAN + Bluetooth                | 802.11ax (Wi-Fi 6/E) + Bluetooth 5.3                            | 802.11ax (Wi-Fi 6/E) + Bluetooth 5.3                            | 802.11ax (Wi-Fi 6/E) + Bluetooth 5.3                            | 802.11ax (Wi-Fi 6/E) + Bluetooth 5.3                            | 802.11ax (Wi-Fi 6/E) + Bluetooth 5.3                            | 802.11be (Wi-Fi 7) + Bluetooth 5.4                              | 802.11be (Wi-Fi 7) + Bluetooth 5.4                              | 802.11be (Wi-Fi 7) + Bluetooth 5.4                              | 802.11be (Wi-Fi 7) + Bluetooth 5.4                              |
| Precision Boost Overdrive       | Precision Boost Overdrive       | Precision Boost Overdrive       | Nein                                                            | Ja                                                              | Ja                                                              | Ja                                                              | Ja                                                              | Nein                                                            | Ja                                                              | Ja                                                              | Ja                                                              |
| Maximale Verlustleistung TDP    | Maximale Verlustleistung TDP    | Maximale Verlustleistung TDP    | 4,5 W                                                           | 7 W                                                             | 7 W                                                             | 14 W                                                            | 14 W                                                            | 4,5 W                                                           | 7 W                                                             | 14 W                                                            | 14 W                                                            |
| Markteinführung                 | Markteinführung                 | Markteinführung                 | April 2023                                                      | Oktober 2022                                                    | Oktober 2022                                                    | September 2022                                                  | September 2022                                                  | Q1 2025                                                         | Q1 2025                                                         | September 2024                                                  | September 2024                                                  |

## sTR5 Chipsatz
|                                 |                                 | TRX50 | WRX90 |
| ------------------------------- | ------------------------------- | ----- | ----- |
| CPU-Unterstützung               | Zen 4                           | Ja    | Ja    |
| Übertaktung                     |                                 | Ja    | Ja    |
| PCIe- Unterstützung (maximal)   | CPU                             | ×4    | ×4    |
| PCIe- Unterstützung (maximal)   | 4.0                             | ×8    | ×8    |
| Multi-GPU                       | CrossFire                       | ?     | ?     |
| Multi-GPU                       | SLI                             | ?     | ?     |
| USB 2.0-Anschlüsse (480 Mbit/s) | USB 2.0-Anschlüsse (480 Mbit/s) | 4     | 4     |
| USB 3.1- Anschlüsse (maximal)   | Gen 1 (5 Gbit/s)                | 4     | 4     |
| USB 3.1- Anschlüsse (maximal)   | Gen 2 (10 Gbit/s)               | 1     | 1     |
| Speicher- eigenschaften         | SATA-Anschlüsse                 | 4     | 4     |
| Speicher- eigenschaften         | RAID                            | ?     | ?     |
| TDP                             |                                 | ?     | ?     |